# Туйгунов, Риф Галимович
Риф Гали́мович Туйгу́нов (24 октября 1946, д. Акчура, Кувандыкский район, Оренбургская область — 8 января 2014, Уфа) — башкирский поэт, драматург и общественный деятель. Председатель правления Союза писателей Республики Башкортостан. Заслуженный работник культуры Российской Федерации (2006) и Республики Башкортостан (1997).

## Биография
Туйгунов Риф Галимович родился 24 октября 1946 года в д. Акчура Кувандыкского района Оренбургской области. Интерес к поэтическому творчеству проявился у него в школьные годы.
Учась на филологическим факультете Башкирского государственного университета (ныне Уфимский университет науки и технологий), он занимался в творческом кружке «Шонкар».
После службы в армии Риф Туйгунов начал свой трудовой путь в газете «Совет Башкортостаны».
В 70-х годах работал литературным сотрудником и переводчиком в газете «Красный Ключ» Нуримановского и Иглинского районов БАССР.
В 1987—1989 годах учился на Высших литературные курсы при Литературном институте им. А. М. Горького в Москве.
После окончания курсов работал журналистом в газете «Совет Башкортостаны» и в журнале «Агидель», в редакциях художественных телепередач Башкирского телевидения и радиовещания.
В 2000 году представлял поэзию Башкортостана на III Международном фестивале поэтов тюркоязычных стран, проходившем в турецком городе Малатья.
Исполнял обязанности заместителя директора по репертуару и заведующего литературной частью Башкирского государственного театра драмы им. Гафури, Уфимского татарского театра «Нур». 13 лет работал заместителем председателя Правления Союза писателей Республики Башкортостан.
Председатель правления Союза писателей РБ с 2012 года.
Умер 8 января 2014 года в Уфе. Похоронен в деревне Среднехозятово Чишминского района.

## Награды и звания
«Мы подружились на застолье,
Где звон бокалов, буйство песни.
Не раз об этом вспоминали,
Когда мы собирались вместе.
Нас подружила ночь лихая,
Когда гроза разбушевалась.
О той ночи в горах опасных
Нам очень часто вспоминалось...
...Я свято верю в то, что дружба
Нас наполняет новым слухом.
Она раскрыта, словно книга,
Что не прочтешь единым духом.
Я и врагу не пожелаю,
Чтоб он на свете жил без друга.
А кто еще живет без дружбы -
Я знаю, это род недуга.»
- Заслуженный работник культуры Российской Федерации (2006)[2]
- Заслуженный работник культуры Республики Башкортостан (1997)
- Лауреат премий им. С. Чекмарева (1998) и Ф. Карима (2005).

## Труды
Туйгунов Риф Галимович является автором пьес, повестей (Актриса и др.), поэтических сборников: «Тепло рук», «Свет в моем окне», «Смятение души», «Есть моменты в жизни».
Избранные произведения «Мы движимы любовью» (2006).